# Helichrysum argentissimum
Helichrysum argentissimum là một loài thực vật có hoa trong họ Cúc. Loài này được J.M.Wood mô tả khoa học đầu tiên.